# Riccione Calcio 1926
Riccione Calcio 1926 – włoski klub piłkarski z siedzibą w miejscowości Riccione w regionie Emilia-Romania.

## Historia

### Początki działalności i rozwój klubu
Klub założono 1921 roku z inicjatywy animatora sportu Luigiego Angeliniego jako US Riccionese. Sekcja piłkarska początkowo występowała pod szyldem Sporting Club Biagio Nazzaro, nazwanym tak na cześć tragicznie zmarłego w 1922 roku kierowcy wyścigowego Biagio Nazzaro. W sezonie 1926/27  Riccione po raz pierwszy wzięło udział w oficjalnych rozgrywkach, występując przez rok w Terza Divisione Emilia-Romagna. W 1931 roku podczas meczu ligowego przeciwko US Argentana doszło do bójki między zawodnikami, co spowodowało zamieszki wśród kibiców, podczas których pobito arbitra. Na klub nałożono roczną dyskwalifikację i grzywnę pieniężną, po których ogłoszono zakończenie działalności. W pomoc zaangażowało się Dopolavoro Sportivo del Fascio, które po spłaceniu długów przejęło zarządzanie nad stowarzyszeniem. Klub w latach 30. XX wieku miał charakter rekreacyjny i nie brał udziału w rozgrywkach pod egidą FIGC, przez co pod koniec dekady jego działalność zanikła. W 1940 roku reaktywowano stowarzyszenie pod nazwą Calcio Riccione i obrano obowiązujące do dziś barwy strojów: biel i błękit. W pierwszej połowie lat 40. XX wieku klub funkcjonował epizodycznie, zaliczając dwa niepełne sezony w Prima Divisione Emilia-Romagna. W sezonie 1945/46 Calcio Riccione rozpoczęło rywalizację w Serie C, regularnie biorąc od tej pory udział w rozgrywkach ligowych. W latach 1973-78, który to okres uznaje się za najlepszy w historii, Riccione nieprzerwanie występowało w Serie C. W sezonie 1977/78 klub w wyniku przeprowadzonej reformy systemu ligowego został zdegradowany do Serie C2, zapoczątkowując trwający kilkadziesiąt lat regres sportowy.

### Okres sponsoringu firmy Valleverde i rodziny Batanich
W latach 1993–2010 klub był sponsorowany przez firmę obuwniczą Valleverde, która widniała w jego nazwie. W okresie tym zespół występował głównie na V szczeblu rozgrywkowym, spędziwszy również dwa lata w VI lidze (2007–2009). Po zakończeniu sezonu 2009/10, w wyniku konfliktu w zarządzie i niespłaconych wierzytelności, klub został rozwiązany. Prezes Paolo Croatti, będący właścicielem licencji i tytułów sportowych, przeniósł zespół do Rimini i zarejestrował go pod nazwą Real Rimini FC, przystępując do rozgrywek Serie D. Klub funkcjonował w latach 2010–2012, po czym został zlikwidowany. Rodzina Batani, jedni z akcjonariuszy Valleverde Riccione FC, wykupiła przed sezonem 2010/11 licencję ASD  Del Conca na grę w Eccellenzy i po fuzji z ASAR Riccione utworzyła ASD Riccione 1929. Twór uzyskał akceptację kibiców i władz miasta Riccione, jako kontynuator tradycji US Riccionese i rozpoczął grę na poziomie Eccellenza Emilia-Romagna. W 2011 roku ASD Riccione 1929 z pierwszego miejsca w grupie B uzyskało promocję do Serie D. W sezonie 2011/12 klub rywalizował w grupie F, w której zmierzył się dwukrotnie z Realem Rimini FC (6:0 i 2:0).

### Era Paolo Croattiego i Lauro Gialliego
Na przełomie 2011 i 2012 roku rodzina Batani zaczęła stopniowo rezygnować ze sponsorowania zespołu. Było to wynikiem sporu na tle organizacyjnym z prezesem Lauro Gallim oraz brakiem zadowalających wyników sportowych. Ich miejsce w zarządzie zajął Paolo Croatti, co spowodowało cofnięcie gwarancji finansowych pozostawionych przez Batanich i pogłębiło chaos organizacyjny. 2 września 2012 na inaugurujący sezon Serie D mecz przeciwko AC Tuttocuoio 1957 stawiły się dwie drużyny - jedna reprezentowana przez Croattiego, kolejna przez Galliego. Spotkanie odwołano i zweryfikowano jako walkower 3:0 dla AC Tuttocuoio 1957, ponadto ukarano ASD Riccione grzywną i jednym punktem ujemnym. Działania zarządu spotkały się z dezaprobatą władz Riccione, ze względu na narażenie na szwank wizerunku miasta. Organ zarządzający rozgrywkami, po rozpatrzeniu sprawy, przyznał prawo do kierowania spółką Paolo Croattiemu. W sezonie 2012/13 klub przegrał 9 pierwszych spotkań, w tym 0:12 przeciwko ASD Mezzolara i utrzymał się w lidze po zwycięstwie w fazie play-out.

### Drugie bankructwo klubu
W sezonie 2013/14 Riccione otrzymało kary w łącznej wysokości 10 ujemnych punktów i przegrało 28 z 34 rozegranych spotkań, ośmiokrotnie tracąc co najmniej 8 bramek. Prezes Paolo Croatti wraz z Lauro Gallim zostali zawieszeni przez FIGC w działalności piłkarskiej za nieprawidłowości w zarządzaniu spółką. Ze względu na złą kondycję finansową brakowało funduszy na opłacenie zgrupowań, dojazdów na mecze i wynajmu Stadio Italo Nicoletti, co wymusiło oddanie trzech spotkań walkowerem. Przez pewien okres piłkarze Riccione zmuszeni byli występować w strojach wypożyczonych od AC Bellaria Igea Marina. Z nadejściem 2014 roku z zespołu odeszła większość graczy, co spowodowało problemy ze skompletowaniem składu. Rozgrywki zakończyły się zajęciem ostatniego miejsca w grupie D i spadkiem z Serie D, po którym ogłoszono upadłość. Za sprawą stowarzyszenia kibicowskiego La Mia Calcio Riccione klub reaktywował się jako UC Riccione i przystąpił do rozgrywek Terza Categoria Rimini 2014/15. UC Riccione z powodu wysokich kosztów użytkowania opuściło dotychczasowy obiekt Stadio Italo Nicoletti i przeniosło się na Campo Comunale Menaggio.

## Chronologia nazw
- 1921–1940: Unione Sportiva Riccionese
- 1940–1962: Calcio Riccione
- 1962–1987: Associazione Calcio Riccione
- 1987–1992: Calcio Riccione
- 1992–1993: Football Club Riccione Vacanze
- 1993–2000: Valleverde Riccione Football Club
- 2000–2005: Associazione Calcio Valleverde Riccione
- 2005–2010: Valleverde Riccione Football Club
- 2010–2012: Associazione Sportiva Dilettantistica Riccione 1929
- 2012–2014: Società Sportiva Dilettantistica Riccione Calcio 1929
- 2014–2017: Associazione Sportiva Dilettantistica Unione Calcio Riccione
- od 2017: Associazione Sportiva Dilettantistica Riccione Calcio 1929

## Barwy
Barwami ASD Riccione 1929 są kolory biały i błękitny.

## Stadion
Klub rozgrywa swoje mecze na Campo Comunale Menaggio, zlokalizowanym przy Via Brunate 11 w zachodniej części Riccione.